# Tin Sáng (báo)
Báo Tin Sáng là một tờ nhật báo đối lập dưới thời Việt Nam Cộng hòa. Sau khi Việt Nam thống nhất, nó là nhật báo tư nhân duy nhất được cho phép hoạt động trở lại. Đến 6 năm sau, ngày 29.6.1981, Tin Sáng được cho là "hoàn thành nhiệm vụ", bị đóng cửa.

## Thành lập và hoạt động
Nhật báo Tin Sáng được Ngô Công Đức, dân biểu đối lập tại Hạ nghị viện Sài Gòn, thành lập năm 1968 là một tờ báo đối lập tập trung nhiều người thuộc thành phần thứ ba nổi tiếng như Nguyễn Ngọc Lan, Lý Chánh Trung, Hồ Ngọc Nhuận, Lý Quí Chung...
Đến tháng 9 năm 1971, sau khi thất cử kỳ nhì, Ngô Công Đức bỏ ra nước ngoài qua đường Campuchia để tiếp tục đấu tranh chính trị, báo bị đình bản.
Sau khi đất nước thống nhất, ngày 22-7-1975 báo Tin Sáng là nhật báo tư nhân đầu tiên được cho phép xuất bản. Trước đó, nhóm linh mục khuynh tả Chân Tín, Nguyễn Ngọc Lan, làm tờ Đối Diện trước 1975, nhận Giấy phép ngày 4-7-1975, ra tờ bán nguyệt san Đứng Dậy. Cùng ngày 4-7-1975, nhóm linh mục Trương Bá Cần, Huỳnh Công Minh cũng được Giấy phép, ra tờ Công giáo & Dân tộc. Tuy nhiên, Uỷ ban Đoàn kết Công giáo này là một cơ quan được Mặt trận Tổ quốc Việt Nam thiết lập để vận động người công giáo thi hành những mệnh lệnh của đảng CSVN. Theo cựu dân biểu Dương Văn Ba, hồi đó là phó chủ bút phụ trách kinh tế chính trị cho báo này, báo được cho tái xuất bản sau ngày thống nhất là nhờ có sự yểm trợ mạnh mẽ của ông Trần Bạch Đằng và bà Nguyễn Thị Chơn. Để cho báo viết khỏi lệch lạc với đường lối của trung ương Đảng, chính ông Trần Bạch Đằng đã lựa chọn một cán bộ kỳ cựu của Ban Tuyên Huấn TW, là ông Kỳ Phương, từng làm Tổng biên tập báo Đại Đoàn Kết ở Hà Nội, về làm cố vấn và thường xuyên, từ 9 giờ sáng cho đến hơn 10 giờ đêm, ngồi tại toà soạn Tin Sáng cùng với anh Hồ Ngọc Nhuận duyệt lại các bài vở, các tin tức mỗi ngày trước khi cho lệnh in tờ báo.
Theo nhận xét của Giáo sư Trần Văn Giàu: “Các anh làm báo cộng sản như… cộng sản”. Ngay từ những ngày đầu, Tin Sáng đã hăng hái tham gia các “chiến dịch” như tập trung cải tạo, đổi tiền và đánh tư sản mại bản. Hồ Ngọc Nhuận, chủ bút, sau khi được đưa ra Hà Nội tháng 9-1975 trong “Đoàn đại biểu miền Nam dự Hội nghị Hiệp thương Thống Nhất” đã viết: “Chúng tôi tin rằng, độc lập dân tộc và thống nhất tổ quốc phải được gắn liền với chủ nghĩa xã hội”.

## Bị đóng cửa
Năm 1981, lực lượng Công đoàn Đoàn kết liên tục tổ chức biểu tình ở Ba Lan, Chính quyền Cộng sản ở Việt Nam lo lắng. Sau khi ra Hà Nội trực tiếp gặp Tố Hữu và Trường Chinh để thảo luận, Võ Văn Kiệt cho đóng cửa báo Tin Sáng và giải thích: “Chúng ta đã xác định kinh tế còn năm thành phần, nhưng văn hoá chỉ có một là văn hoá dân tộc và xã hội chủ nghĩa. Đã đến lúc tất cả những tiếng nói đều phải là tiếng nói yêu nước yêu chủ nghĩa xã hội để chiến đấu và chiến thắng, không có tiếng nói khác được”.
Tờ báo bị đóng cửa nhưng đội ngũ nhà báo giàu kinh nghiệm ở đó đã được ông Võ Văn Kiệt thu xếp đưa về các tờ báo của Thành phố như Tuổi Trẻ, Phụ Nữ và cả tờ Sài Gòn Giải Phóng. Theo nhà báo Huy Đức, "họ đã trở thành nòng cốt trong việc tạo ra một môi trường báo chí thực sự trong các tờ báo của Sài Gòn, đặc biệt là tờ Tuổi Trẻ".
Lý Quý Chung - phó chủ bút đặc trách vấn đề văn hoá xã hội báo Tin Sáng đặt câu hỏi trong Hồi ký không tên: "Nếu không có những mâu thuẫn nội bộ, liệu Tin Sáng có kéo dài được sự tồn tại? Một tờ báo gồm các trí thức cũ Sài Gòn, hoạt động như một doanh nghiệp tư nhân, anh Đức nắm tờ báo như một ông chủ báo trước 1975, lại rơi vào thời điểm Đông Âu bắt đầu chứng kiến những biến động (Công đoàn Đoàn Kết của Walesa đã phát động lật đổ chế độ cộng sản ở Ba Lan), vậy nếu báo Tin Sáng tiếp tục tồn tại thì sẽ ở vị trí nào trong bối cảnh chính trị lúc đó?.
Theo nguyên chủ bút Hồ Ngọc Nhuận, mâu thuẫn chỉ có giữa Lý Quý Chung và các người lãnh đạo còn lại của tờ báo, được bộc lộ qua cuộc họp mặt với Võ Văn Kiệt, trong đó Lý Quí Chung cáo buộc Ngô Công Đức lãnh đạo Tin Sáng chống Đảng (Thơ Ngô Công Đức gởi Trần Bạch Đằng).